# Decade in the Sun: The Best of Stereophonics
Albums de Stereophonics
Pull the Pin
(2007) Keep Calm and Carry On
(2009)
Decade in the Sun: The Best of Stereophonics est une compilation du groupe gallois Stereophonics sortie le 10 novembre 2008. Elle couvre l'ensemble de la carrière du groupe depuis 1997 et contient deux titres inédits.
Une édition spéciale contenant deux disques est également sortie, ainsi qu'un DVD de tous les clips.

## Liste des pistes
1. Dakota
2. The Bartender And The Thief
3. Just Looking
4. Have A Nice Day
5. Local Boy In The Photograph
6. Maybe Tomorrow
7. Superman
8. Pick A Part That's New
9. My Own Worst Enemy (titre inédit)
10. I Wouldn't Believe Your Radio
11. You're My Star (titre inédit)
12. Mr. Writer
13. Step On My Old Size Nines
14. Devil
15. It Means Nothing
16. A Thousand Trees
17. Vegas Two Times
18. Traffic
19. More Life In A Tramps Vest
20. Handbags And Gladrags

## Classements hebdomadaires
| Classement (2008)             | Meilleure place |
| ----------------------------- | --------------- |
| Belgique (Flandre Ultratop)   | 75              |
| Écosse (OCC)                  | 1               |
| Irlande (IRMA)                | 16              |
| Royaume-Uni (UK Albums Chart) | 2               |

## Certifications
| Pays              | Certification | Unités certifiées |
| ----------------- | ------------- | ----------------- |
| Irlande (IRMA)    | Or            | 7 500             |
| Royaume-Uni (BPI) | 5 × Platine   | 1 500 000         |